# Fjallkonan

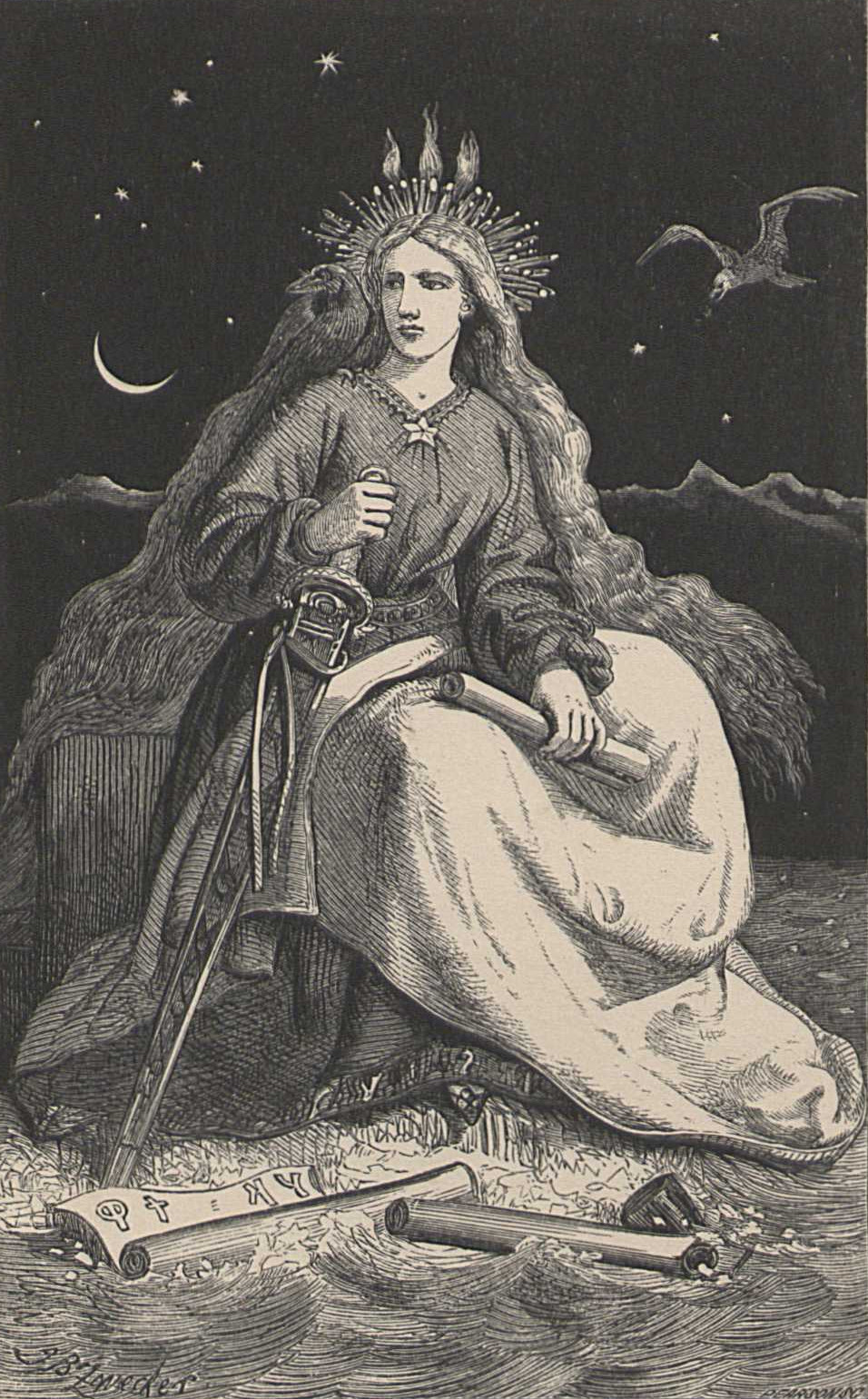
La imagen más antigua que se conserva de Fjallkonan o la mujer de la montaña, Johann Baptist Zwecker, de Leyendas islandesas (1866).

Fjallkonan o Mujer de la Montaña (en español) es la personificación nacional de Islandia en forma de mujer. Si bien simboliza lo que los islandeses consideran genuino y puramente islandés, en su pureza reflejaba un deseo arraigado de los islandeses de ser una nación totalmente independiente, algo que logró en 1918.

## Historia en Islandia

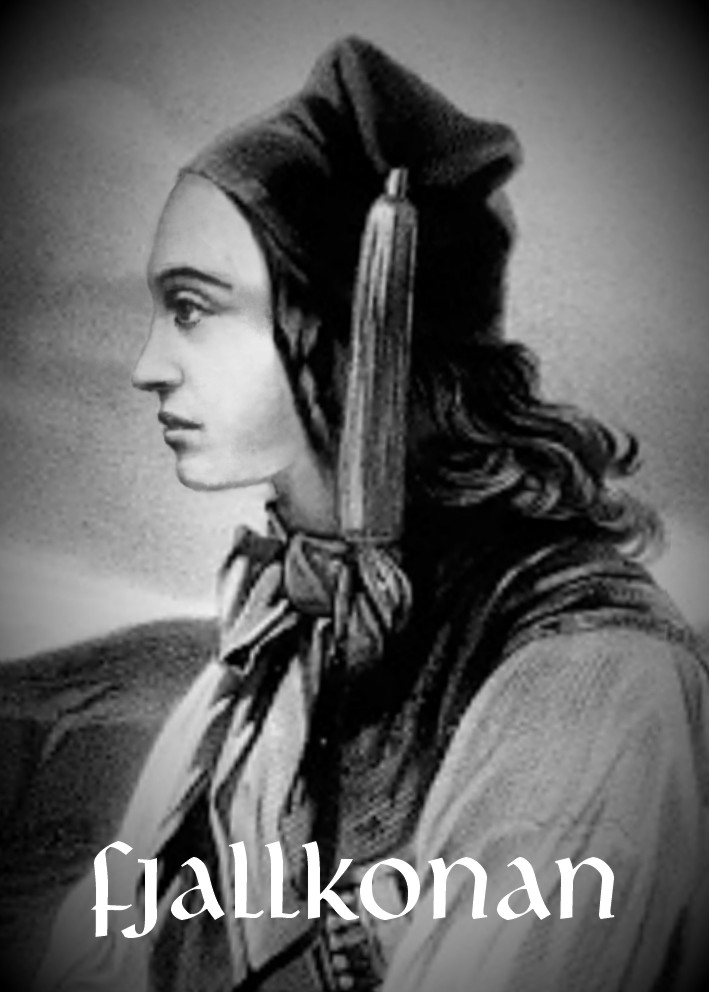
Fjallkonan

La personificación de una nación como mujer estaba muy extendida en la Europa de los siglos XVIII y XIX. La primera aparición de una imagen de Islandia personificado apareció en el poema Ofsjónir við jarðarför Lovísu drottningar 1752  ('Visiones en el funeral de Luisa de Gran Bretaña, 1752') por Eggert Ólafsson (1752), pero esta imagen no tuvo éxito.
La palabra fjallkona es atestiguada por primera vez en el poema Eldgamla Ísafold de Bjarni Thorarensen de la primera década del siglo XIX. A partir de ese momento se convirtió en un símbolo bien conocido en la poesía islandesa.
La versión más antigua de la "mujer de las montañas" fue publicada en el último volumen de una traducción inglesa de cuentos populares islandeses por Eiríkr Magnússon Eiríkur Magnússon y G. E. J. Powell]], Leyendas islandesas, compiladas por Jón Arnason (1864-66). El pintor alemán Johann Baptist Zwecker, la dibujó según las indicadiones proporcionadas por Eiríkur. Eiríkur describió el cuadro en una carta a Jón Sigurðsson (11 de abril de 1866) así:

Konumyndin á að tákna Ísland, því hefur hún ískórónu á höfði, sem eldar gjósa upp úr. Á öxl hennar er hrafninn, Íslands einkennilegasti fugl, Óðins forni vin og skáldanna eftirlætisgoð, fréttafugl mikill og margkunnugur. Yfir sjónum flögrar már, en yfir brimsævi tíma og sögu berast rúnakefli að landi eða upp í fang konunni, og hefur hún þegar náð einu þeirra. Þetta átti svo sem að vera symbolum (tákn) bókmenntalandsins og sögulandsins okkar. Yfir er nótt og stirndur himinn og máninn uppi. Á bak við eru fjöll, tunglroðin á eggjunum.
La imagen de la mujer representa a Islandia, ya que tiene una corona de hielo en la cabeza, de la cual erupciona lava. Sobre su hombro se posa un cuervo, el pájaro más característico de Islandia, el antiguo amigo de Odín y el favorito de los poetas, un gran pájaro, portador de noticias. Sobre los mares se agita una gaviota, pero a través del oleaje de la historia y el tiempo se llevan sus pergaminos escritos con runas a la tierra y acaban en los brazos de esta mujer, y ella elige una de ellas. Esto sirve de símbolo de nuestra literatura y de nuestra historia. Es de noche, con un cielo estrellado y se puede ver la luna. Detrás yacen montañas, la luz de la luna alumbra las crestas.

También muy popular es la imagen diseñada por Benedikt Sveinbjarnarson Gröndal en una tarjeta conmemorativa del día de fiesta nacional en 1874. Desde el establecimiento de la república islandesa en 1944 se convirtió en tradición que una mujer con el traje tradicional para leer el poema el día de la fiesta nacional islandesa el 17 de junio.
La idea de la Fjallkonan como patria era una forma de limitar la idea de que el rey danés era el "padre" de Islandia del siglo XIX bajo el dominio danés, y tras la independencia total (desvinculándose de la Unión dinástica con Dinamarca) en 1944 la alegoría, a través del feminismo y la idea de una mujer poderosa, como la primera mujer presidenta de Islandia Vigdís Finnbogadóttir, se convertiría en una parte esencial de la cultura islandesa.

## Historia en Canadá
La imagen de la Fjallkonan también ha estado muy presente en Vestur Íslendingar en Canadá. Una mujer vestida como la Mujer de las Montañas apareció por primera vez en los Días de Islandia en Winnipeg, Canadá en 1924. Allí también se ha aprovechado la Fjallkona para promover el feminismo.